# Takypné
Takypné innebär ökad andningsfrekvens. Takypné definieras som en andningsfrekvens över 25 andetag/minut, från 6 år och äldre. För barn mellan 1 och 5 år ligger andningsfrekvensen på över 40 andetag/minut. För spädbarn mellan 2 och 12 månader ligger den på över 50 andetag/minut. Slutligen för spädbarn upp till 2 månader gamla, ligger deras andningsfrekvens på över 60 andetag/minut för att det ska klassas som en takypné.

## Övergående takypné
Nyfödda barn kan i vissa fall drabbas av övergående takypné kort efter födseln. Övergående takypné innebär att tillståndet är tillfälligt och vanligtvis går över inom 24 timmar. De flesta nyfödda barn andas 40 till 60 gånger per minut, men de individer som drabbats av övergående takypné andas snabbare än så. Tillståndet drabbar vanligtvis spädbarn som fötts inom 38 veckor av graviditeten, är av det manliga könet, föds av en moder med diabetes, eller då kejsarsnitt används (särskilt om värkarna inte har börjat) då ingreppet sker. Symptom på övergående takypné inkluderar en blåaktig hudfärg (cyanos), en snabb andning som ofta sammanfaller med grymtande eller andra ljud, vidgade näsborrar eller rörelse mellan bröstbenet och revbenen (indragna).